# Алперштет
Алперштет (њем. Alperstedt) општина је у њемачкој савезној држави Тирингија. Једно је од 55 општинских средишта округа Земерда. Према процјени из 2010. у општини је живјело 717 становника. Посједује регионалну шифру (AGS) 16068001.

## Географија
Алперштет се налази у савезној држави Тирингија у округу Земерда. Општина се налази на надморској висини од 157 метара. Површина општине износи 8,9 km².

## Становништво
У самом мјесту је, према процјени из 2010. године, живјело 717 становника. Просјечна густина становништва износи 81 становника/km².

## Међународна сарадња
| Мјесто | Држава    | Врста сарадње | Од    |
| ------ | --------- | ------------- | ----- |
|        | Француска | партнерство   | 1996. |
| Извор  |           |               |       |